# Lojkania decorticata
Lojkania decorticata är en svampart som först beskrevs av Berl. & Voglino, och fick sitt nu gällande namn av M.E. Barr 1984. Lojkania decorticata ingår i släktet Lojkania och familjen Fenestellaceae.   Inga underarter finns listade i Catalogue of Life.